# Хай живе королівська сім'я
«Хай живе королівська сім'я» (англ. Long Live the Royals) — американський анімаційний мінісеріал, який створив Шон Шелес для телеканалу Cartoon Network. Прем'єра відбулася 30 листопада 2015 року.

## Сюжет
У центрі сюжету мінісеріалу вигадана британська королівська сім'я — король Руфус і королева Елеонора та їхні діти Пітер, Розалінда, Едді і Алекс. Сім'я повинна боротися задля того, щоб керувати королівством, в той же час вони повинні зберігати нормальні стосунки всередині сім'ї.

## Виробництво
Шон Шелес створив мінісеріал «Хай живе королівська сім'я» з однойменного короткометражного анімаційного фільму 2013 року. Телеканал випустив пілотний епізод на своєму офіційному вебсайті у травні 2014 року разом з пілотом «Нескінченного літа Ей Джея», створеного Тобі Джонсом. За цей пілот Шелес отримав прайм-тайм премію «Еммі» на 66-й церемонії вручення у 2014 році. Мінісеріал був оголошений у розробці 19 лютого 2015 року для показу у сезоні 2015—16. Амід Аміді з Cartoon Brew заявив, що Cartoon Network замовила цей мінісеріал і ще один для свого іншого шоу «Часу пригод» після успіху «За садовим парканом», свого першого мінісеріалу, що створив колишній автор «Часу пригод» Патрік Макгейл.